# Melody Ranch
Melody Ranch is een Amerikaanse western uit 1940 met in de hoofdrol Gene Autry. De film werd in 2002 opgenomen in de National Film Registry.

## Rolverdeling
| Acteur                          | Personage             |
| ------------------------------- | --------------------- |
| Gene Autry                      | Gene Autry            |
| Jimmy Durante                   | Cornelius J. Courtney |
| Ann Miller                      | Julie Shelton         |
| Barton MacLane                  | Mark Wildhack         |
| Barbara Jo Allen                | Veronica Whipple      |
| George "Gabby" Hayes            | Pop Laramie           |
| Jerome Cowan                    | Tommy Summerville     |
| Mary Lee                        | Penny Curtis          |
| Joe Sawyer                      | Jasper Wildhack       |
| Horace McMahon                  | Bud Wildhack          |
| Clarence Wilson                 | rechter Henderson     |
| William "Billy" Benedict        | Slim                  |
| Maxine Ardell                   | Majorette             |
| Billy Bletcher                  | Scarlet Shadow        |
| Bob Wills en The Texas Playboys | muzikanten            |
| Dick Elliott                    | Sheriff Barstow       |
| Slim Whitaker                   | Autry Voter           |
| Champion                        | Champion, paard       |